# Gans von Otzberg

Stammwappen der Gans von Otzberg

Die Gans von Otzberg (auch Gans von Erlenbach, Gans von Werde seltener: Ganß von Otzberg) sind unter wahrscheinlich acht Adelsgeschlechtern, die sich nach der Veste Otzberg am Nordrand des Odenwalds benannten, das bekannteste. Neben dem ungewöhnlichen Namen ist dies auf eine lange Historie und eine weitverzweigte Verwandtschaft zurückzuführen.
Die ritteradelige Linie der Gans von Otzberg ist am 25. Mai 1694 erloschen. Jedoch setzt sich der rechtmäßige Mannesstamm in einer verbürgerlichten Linie fort, die 1631 durch Kaiser Ferdinand II. in den einfachen Adelsstand gehoben wurde.

## Geschichte
Das Geschlecht ist bereits vor 1300 als Gans von Werde in Wörth am Main fassbar. 1357 wurde Diether I. Gans von Werde vom Fuldaer Abt Heinrich VII. von Kranlucken als Burgmann zu Otzberg angenommen. Bereits 1362 tritt er dort als Amtmann auf. Noch 1384 wird er als Dieter Gans von Werde, Vogt zu Otzberg genannt. Erst unter seinem Sohn Dieter II. und dessen Nachkommen ist seit 1391 bis zum Aussterben des Geschlechts mit Johann Pleickhard im Jahr 1694 der Name Gans von Otzberg gebräuchlich. Der Heraldiker und Genealoge Friedrich Heyer von Rosenfeld verfasste nach einer Vorlage von Georg Heinrich Lautz eine nahezu 350 Jahre umfassende Stammtafel.
Die Ganse von Otzberg traten als Lehensnehmer der größeren Landesherren in zahlreichen Ortschaften des vorderen Odenwaldes auf. Die Lehnsherren der Gans von Otzberg waren neben der Abtei Fulda die Herren und Grafen von Hanau, die Landgrafen von Hessen-Darmstadt, die Schenken zu Erbach und die pfälzischen Kurfürsten. Seit 1550 im Ritterkanton Odenwald organisiert, waren sie Teil der Reichsritterschaft.

### Besitzungen

Ostansicht des ehemals freiadligen Haus und Hof am Münchberg des Propstes Graslog des Klosters Höchst, später Burgmannenhaus der Gans von Otzberg. Am Eingang des Treppenturms das Allianzwappen
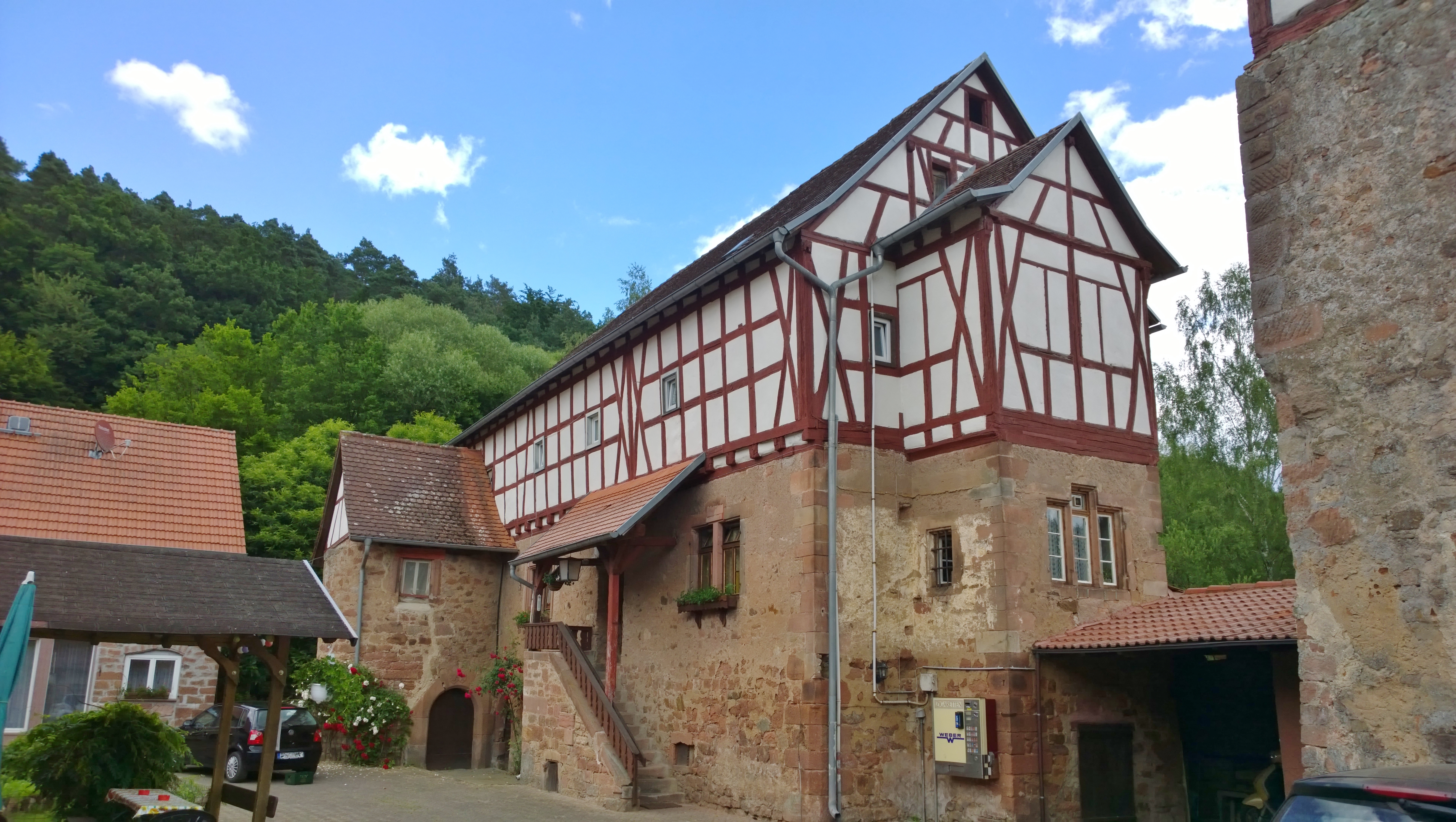
Ab 1357 bis zu ihrem Erlöschen hatten die Gans von Otzberg Schloss Nauses zu Lehen
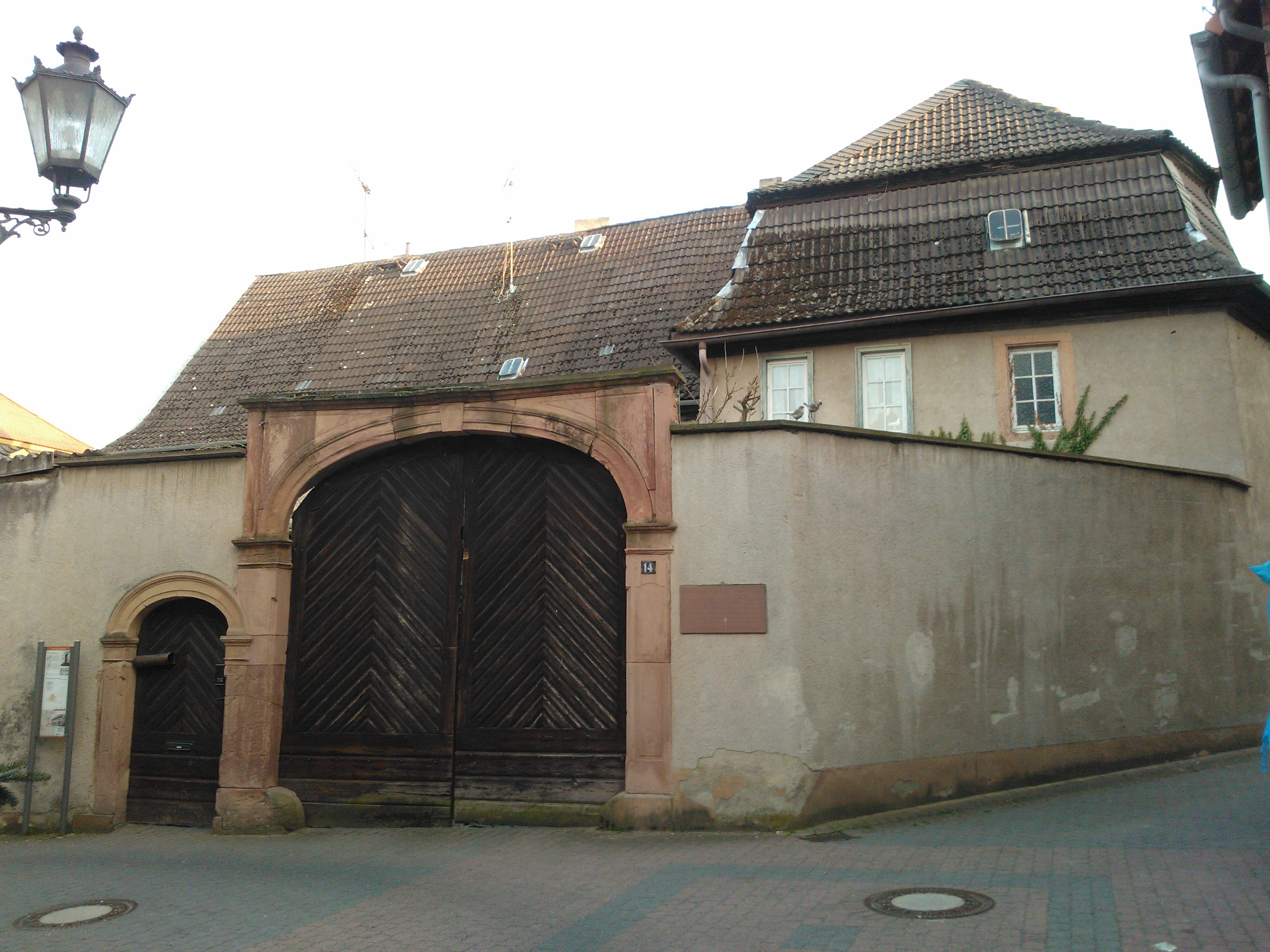
Der Gans’sche Adelshof war von etwa 1600 bis 1694 in direktem Eigentum der Gans von Otzberg, 1780 erwarb schließlich die bürgerliche Linie den Adelshof
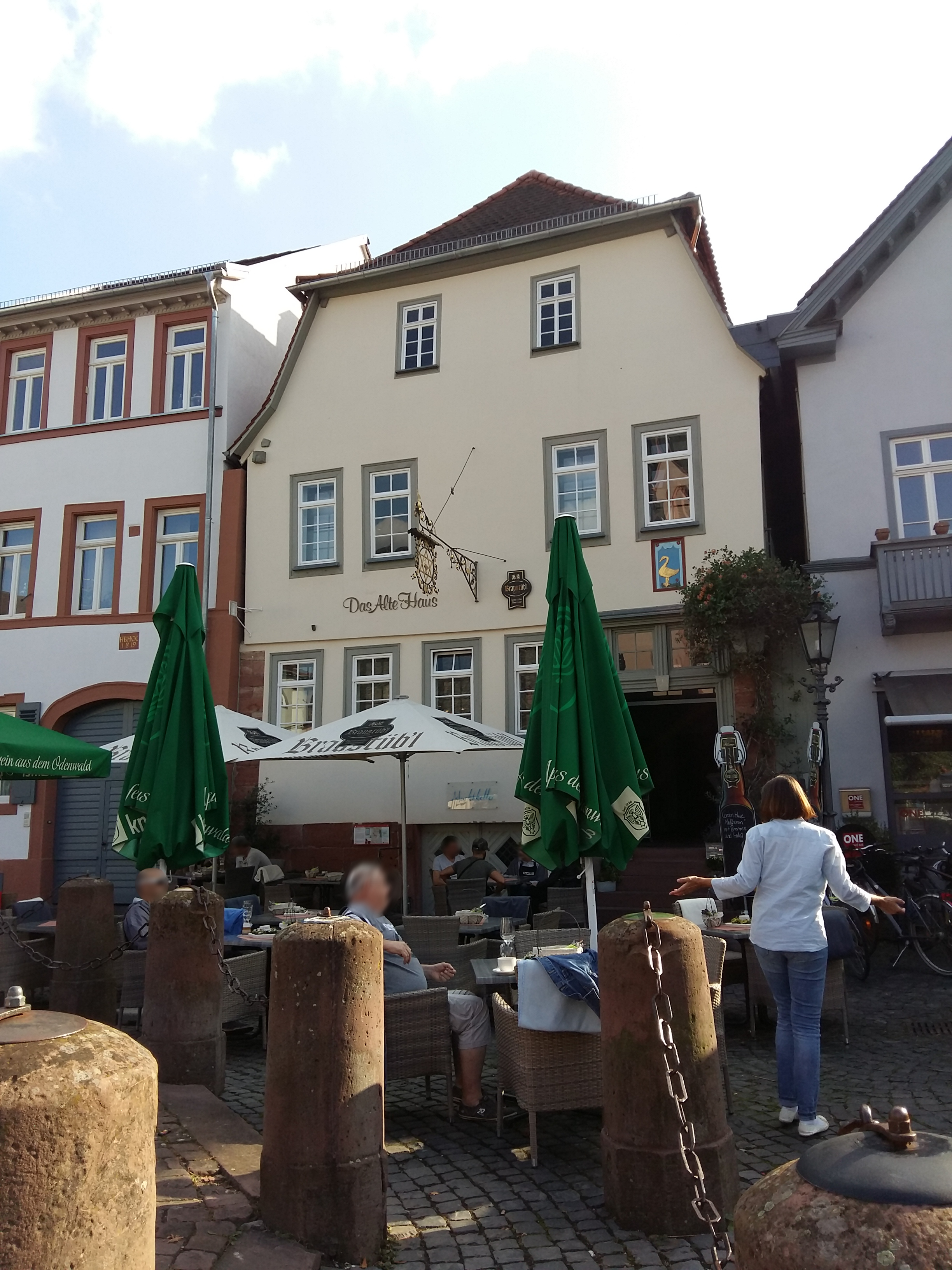
Das auf dem Marktplatz von Groß-Umstadt gelegene Alte Haus mit goldener Gans auf blauem Grund gehörte zuerst der altadeligen, später der verbürgerlichten Linie
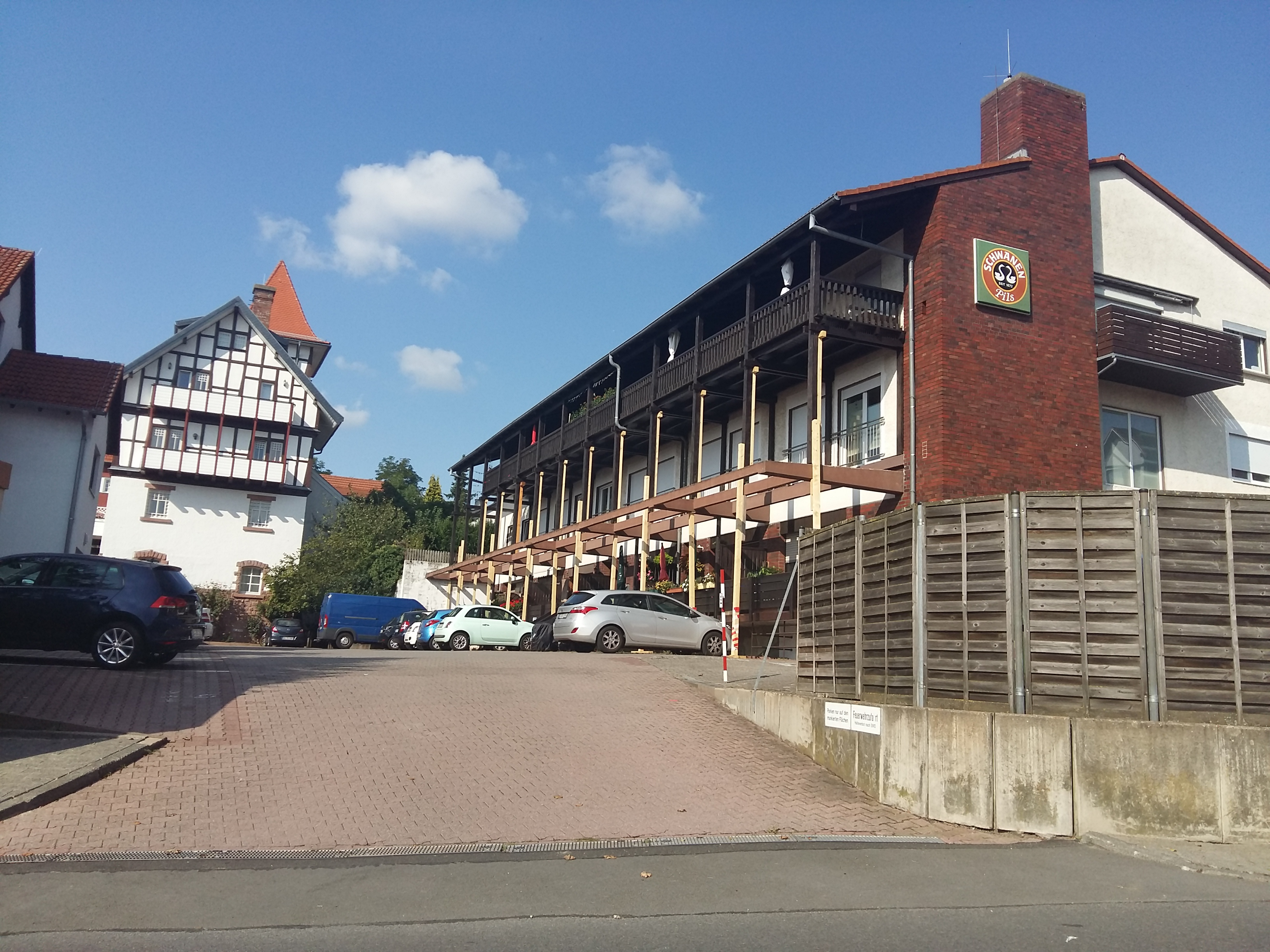
Die Brauerei Zum Schwanen in Groß-Umstadt war in Besitz der bürgerlichen Linie

Unterhalb der Veste Otzberg im Dorf Hering besaßen die Ganse einen Burgmannshof. Besagtes Burgmannenhaus mit der heutigen Adresse Am Burgmannenhaus 1 existiert noch in Teilen aus dem 16. Jahrhundert. Darunter einige Wappensteine. Ebenfalls hatten die Ganse von Otzberg Schloss Nauses zu Lehen. Um 1500 erfolgte eine Aufteilung in zwei Linien, eine zu Nauses, die andere zu Hering. Zu Groß-Umstadt erwarben sie zu Beginn des 17. Jahrhunderts in der Südostecke der Stadtmauer den Gans’schen Adelshof. Heute findet sich das Kulturdenkmal an der Brunnengasse 14. Diether Gans von Otzberg erwarb um 1578 nachweislich einen Anteil am freiadligen Hof in Lengfeld.

### Ganß in Umstadt
Eine bürgerliche Ganß geschriebene Linie zweigte um 1450 von Boppo Ganß von Otzberg ab. Diese bürgerliche Linie der ritteradeligen Gans stellte in Umstadt die Stadtschultheißen und Richter des Umstädter Zentgerichts.
Kaiser Ferdinand II. erteilte dem kurfürstlich mainzischen Rechenschreiber Michael Gans seinem Vater Bernhard und dessen Vettern Johann Georg zu Umstadt und Karl Rudolph am 14. August 1631 einen Adelsbrief. Der Reichsadelsakt umfasste eine Wappenbesserung und die Erteilung des Rotwachsprivilegs. Ein am 25. November 1636 auf dem Regensburger Kurfürstentag vorgelegtes Majestätsgesuch mit Bitte um erneute Nobilitierung blieb hingegen folgenlos.
Der gleichnamige Sohn des 1631 mitgeadelten hessen-darmstädtischen Stadtschultheißen zu Umstadt, Johann Georg Ganß war Bierbrauer und mit einer Tochter aus der zur Patriziergesellschaft Zum Frauenstein gehörenden Familie Fleischbein vermählt. Er begründete die seit 1672 in Umstadt bestehende Brauerei Ganß. Agnaten des Hans Georg Ganß wurden in Umstadt unter die Ratsherren gezählt und übten das Brauerhandwerk aus. Seit 1849 befand sich die Schwanenbrauerei im Besitz der Familie Ganß.

## Wappen
Das redende Stammwappen des niederadeligen Geschlechts zeigt in Rot eine silberne Gans. Auf dem Helm mit rot-silbernen Decken die Gans zwischen einem roten Flug. Ein weiteres dem Adelsgeschlecht zu gehöriges Wappen zeigt in Blau eine silberne Gans mit roten Füßen.

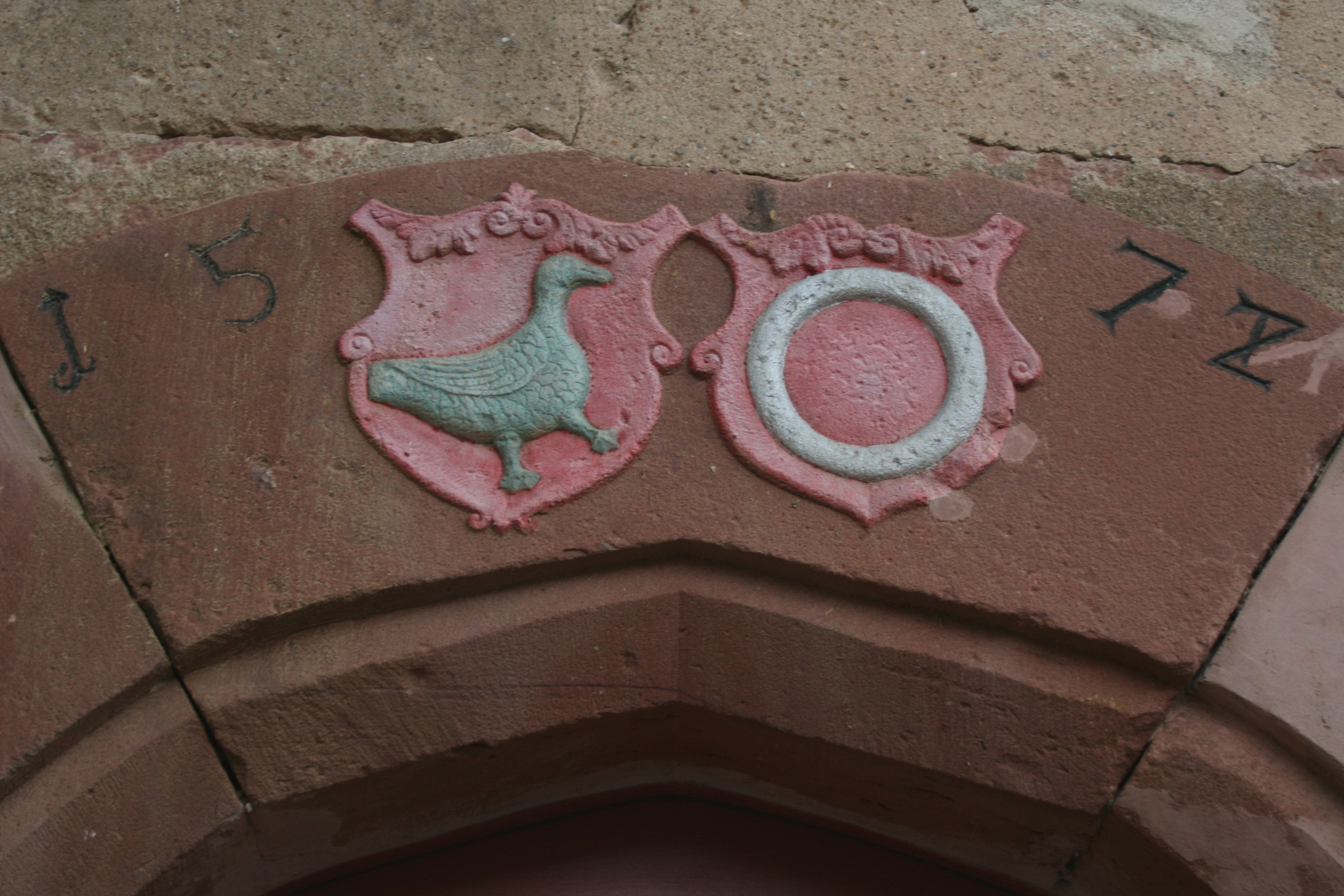
Wappen am Burgmannenhof der Gans von Otzberg in Otzberg-Hering. Links (heraldisch rechts) die silberne Gans auf rotem Grund. Allianzwappen mit den Herren von Bettendorff
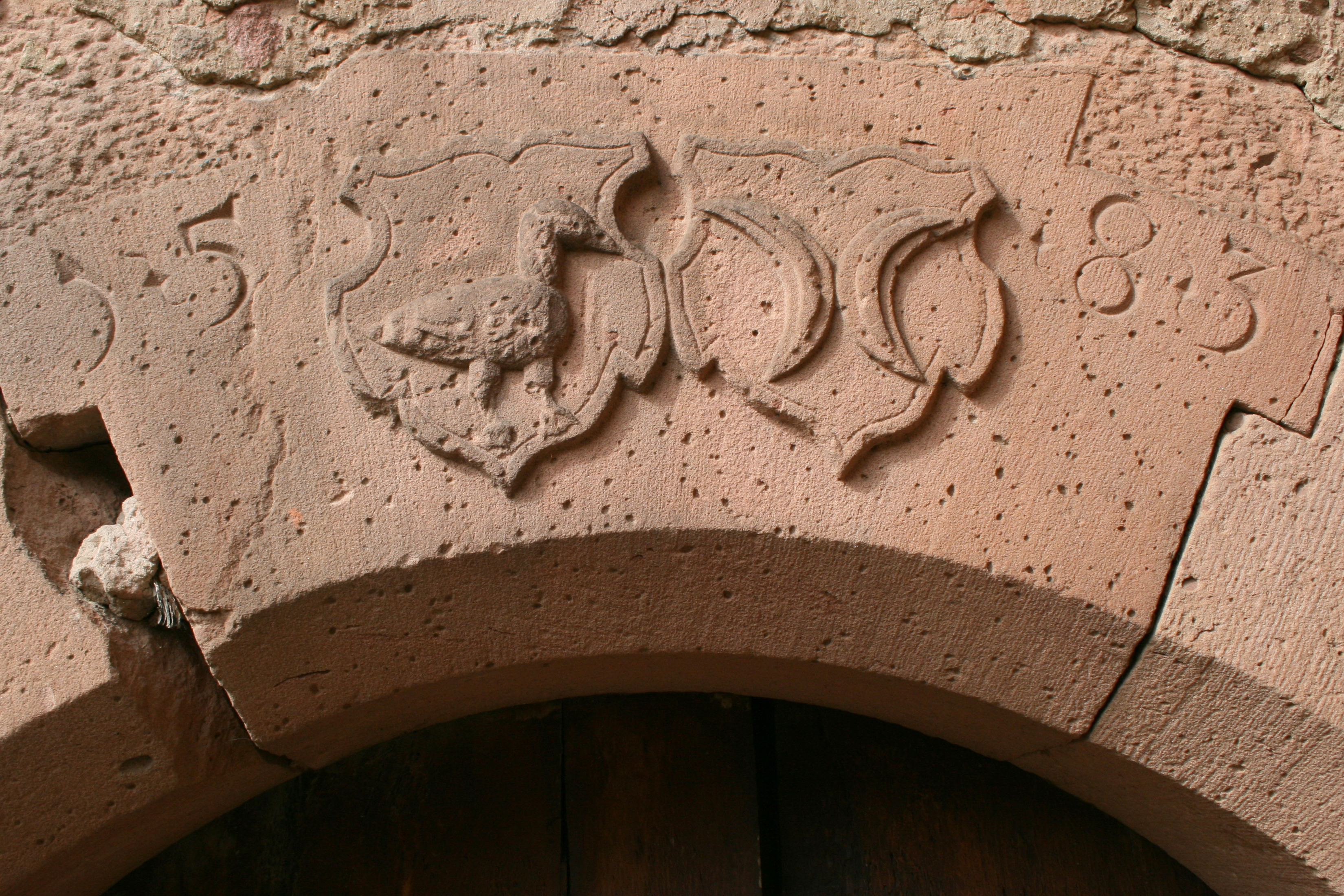
Allianzwappen der Schelme von Bergen (rechts, heraldisch links) und der Gans von Otzberg (links) an der Wasserburg Nauses
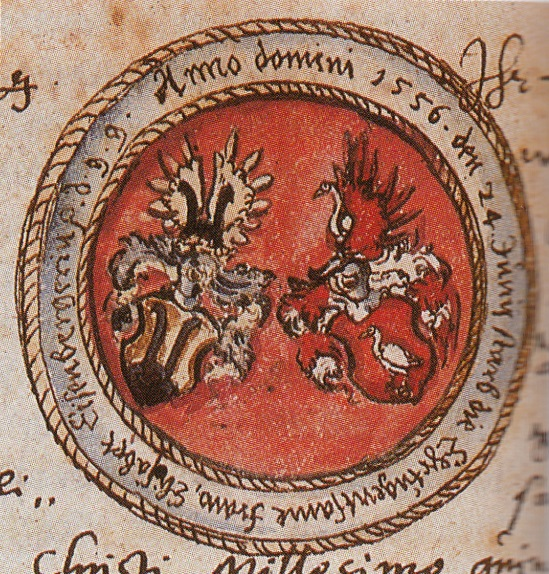
Allianzwappen Eisenberger und Gans von Otzberg in der Chronik Eisenberger
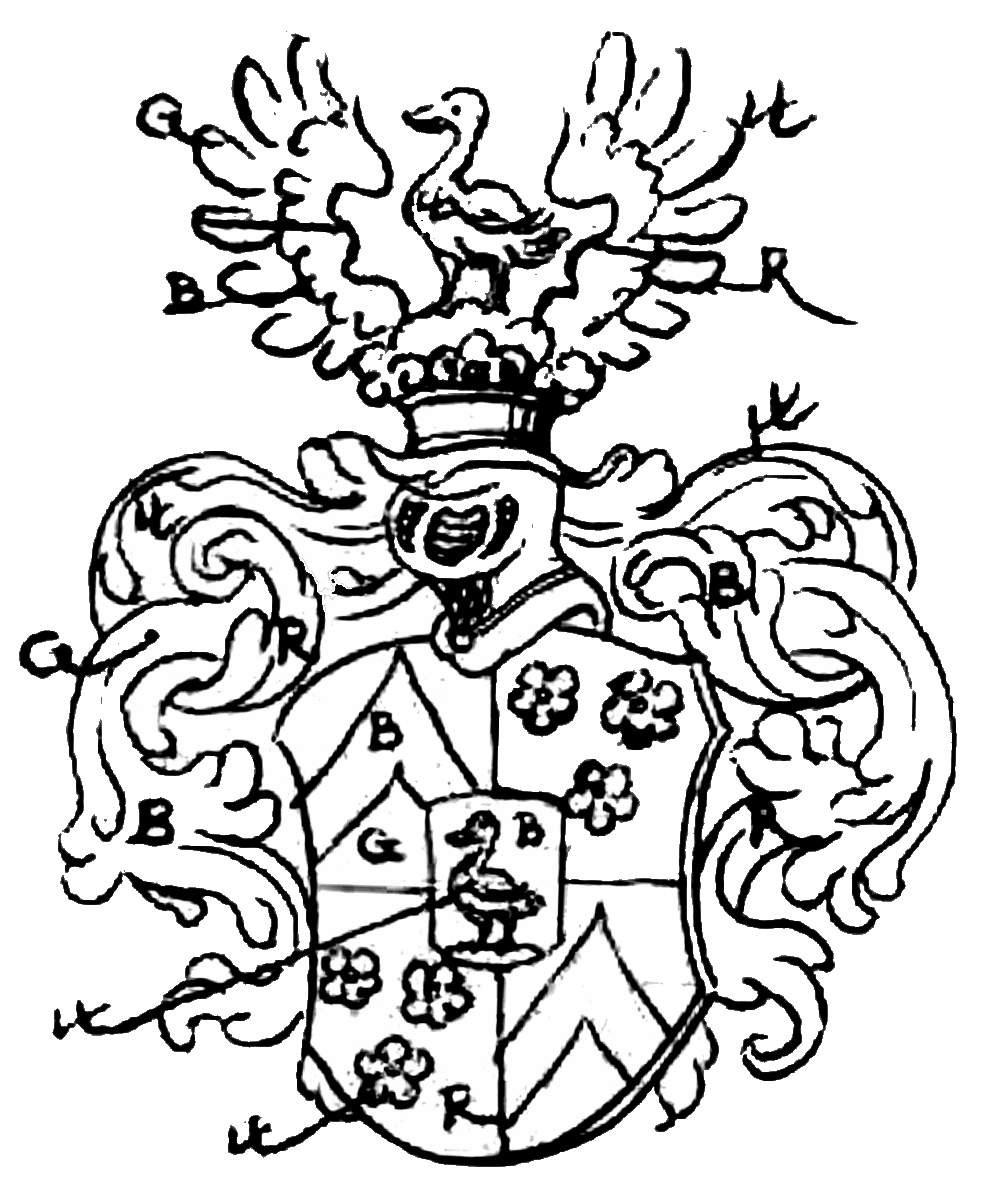
Das im Reichsadelsbrief gebesserte Wappen der verbürgerlichten Linie ohne Tingierung
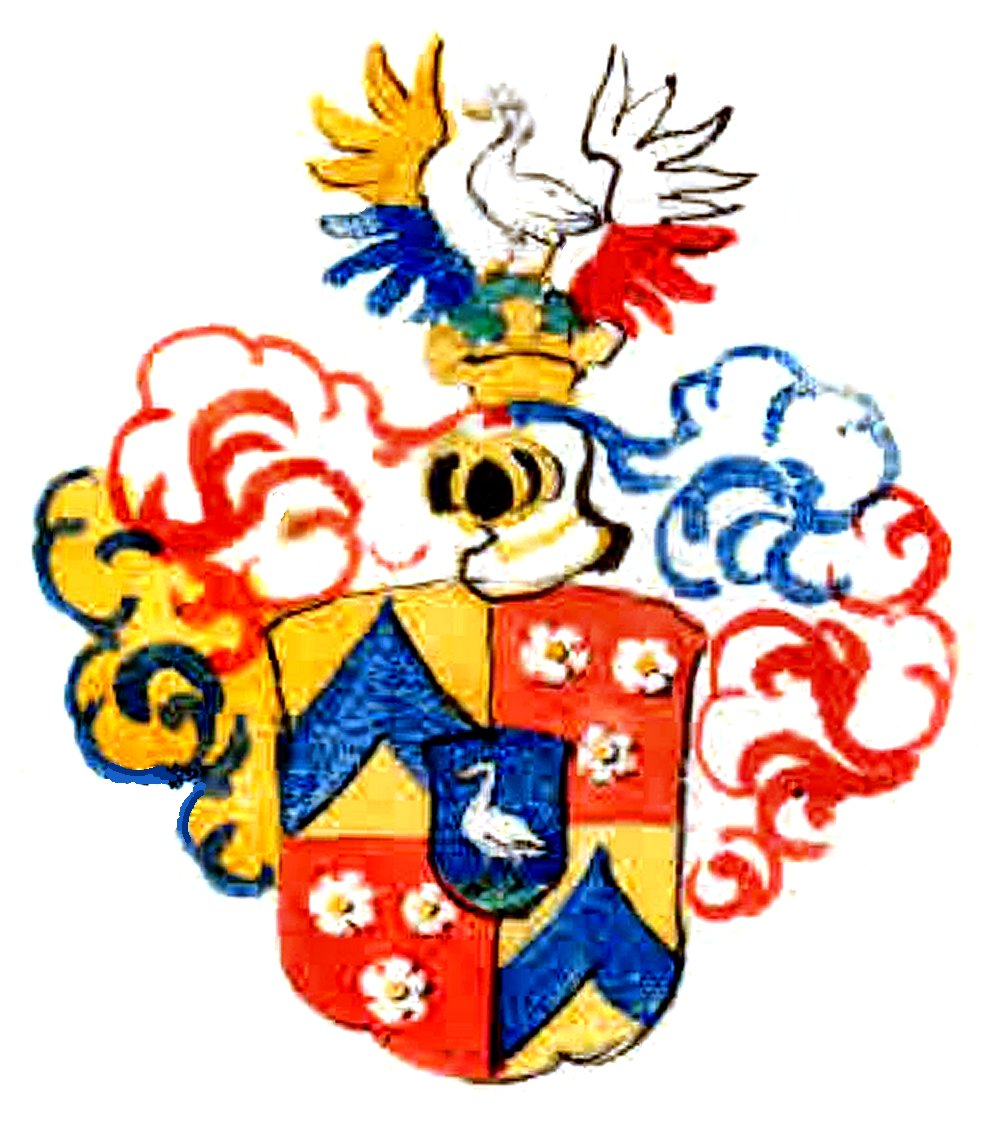
Das 1631 gebesserte Wappen der briefadeligen Linie zeigt im Herzschild das Stammwappen

Wappensteine der Ganse von Otzberg haben sich am Burgmannenhaus in Hering erhalten. Über dem Eingangsportal des Haupthauses am Nordflügen befindet sich das Allianzwappen der Ganse mit dem Wappen der Gayling von Altheim und der Jahreszahl 1539. Neben einem einzelnen Wappen im Ostflügel von 1549 befindet sich dort auch noch ein Allianzwappen mit den Herren von Bettendorff von 1572. Am Torturm des Schloss Nauses ist ein stark verwittertes Allianzwappen zu sehen, das heraldisch linke der Ganse von Otzberg ist noch verhältnismäßig gut zu erkennen. Am Treppenturm des dortigen Hauptgebäudes ist ein Allianzwappen mit dem der Schelme von Bergen angebracht.
Die Wappen- und Namensgleichheit dürfte in diesem Fall zufällig, nicht aber Indiz für eine Verwandtschaft mit den Prignitzer Gans zu Putlitz sein. Das bürgerliche Wappen zeigt in Rot eine goldene Gans. Auf dem Helm mit rot-goldener Helmdecke die Gans zwischen einem offenen roten Flug. Das der verbürgerlichten Linie 1631 durch Reichsadelsakt gebesserte Wappen zeigt den blauen Stammschild mit einer silbernen Gans auf einem grünen Schildfuß im Herzschild.
1748 ließ der Bierbrauer Ganß in Blau eine goldene, auf grünem Grund stehende Gans an seinem Altes Haus genannten Anwesen anbringen. Das am Marktplatz von Umstadt gelegene Alte Haus gehörte 1592 Adam Gans von Otzberg.